# Dietrich al III-lea de Luzacia
Dietrich al III-lea sau Theodoric și, de asemenea, Diezmann (n.c. 1260 – d. probabil în 10 decembrie 1307, Leipzig) a fost membru al Casei de Wettin, devenit margraf de Luzacia din 1291 până în 1303 și margraf de Osterland de la 1291 până la moarte și landgraf de Thuringia, ca Dietrich I, din 1298 până la moarte. 

## Biografie
Dietrich  a fost cel de al treilea fiu al margrafului Albert al II-lea de Meissen și al soției sale, Margareta de Sicilia din familia Hohenstaufen.
După fuga mamei sale din Wartburg din 1270, deoarece soțul ei se îndrăgostise de Cunigunda de Eisenberg, Dietrich și fratele său mai mare, Frederic, au fost crescuți de unchiul lor, margraful Dietrich de Landsberg. După ce Dietrich și Frederic au ajuns la vârsta maturității, ei împreună cu fratele lor mai mare Henric de Pleissnerland au purtat un război împotriva tatălui lor, care își dorea ca fiul său, Apitz, rezultat din cea de-a doua sa căsătorie (cu Cunigunda) să moștenească landgrafatul de Turingia.
Prima posesiune a lui Dietrich a fost Pleissnerland. După moartea margrafului Henric al III-lea de Meissen din 1288, Dietrich a moștenit Marca de Luzacia, iar după moartea lui Frederic Tuta din 1291, a preluat și Osterland.
În 1301 arhiepiscopul Burchard al II-lea de Magdeburg i-a vândut lui Dietrich castelele din Droyßig și Burgwerben pentru suma de 2000 de mărci de argint de Stendal, cu posibilitatea de a le recupera ulterior. Burchard nu s-a folosit de această opțiune; mai mult, el i-a vândut lui Dietrich și castelul și orașul Spremberg.
În 1303 Dietrich a vândut Luzacia către margraful de Brandenburg din Casa de Ascania.
Adolf de Nassau, rege romano-german, l-a deposedat pe Dietrich de posesiunile moștenite. După îndepărtarea lui Adolf, Dietrich și-a reluat posesiunile. În 1307 regele Albert de Habsburg a invadat Osterland cu o puternică armată. Dietrich și Frederic au dar arme civililor și țăranilor și, cu ajutorul cavalerilor din Ducatul de Braunschweig-Lüneburg, l-au înfrânt pe Albert în bătălia de la Lucka din 31 mai 1307.
Dietrich a murit în decembrie 1307 la Leipzig. Probabil a fost asasinat pe 24 sau 25 decembrie de un anume Filip de Nassau în Biserica Sf. Toma din Leipzig. Cu toate acestea, este mai probabil ca el să fi murit din cauze naturale la 10 decembrie.

## Căsătorie
Dietrich s-a căsătorit în 1295 cu Jutta, fiică a contelui Berthold al VIII-lea de Henneberg. Din căsătoria lor nu au rezultat copii.